# Grafmonument van Frederik Becks
Het grafmonument van Frederik Becks op de Algemene Begraafplaats Tongerseweg in de Nederlandse stad Maastricht is een rijksmonument.

## Achtergrond
Frederik Becks (1864-1931), lid van de Sociaal-Democratische Arbeiderspartij, was schilder en gemeenteraadslid in Maastricht. 

## Beschrijving
Het hardstenen grafmonument is gedeeltelijk verguld en gepolychromeerd. Het heeft decoraties in reliëf, aan weerszijden bloemenranken, aan de bovenkant de morgenzon. Midden op de staande steen, naast foto's van de overledene en zijn vrouw, de tekst: "Hier rust Frederik Becks lid van den Gemeentenraad geb. 15-7-1864 overl. 27-4-1931 echtgenoot van Anna Craft geb. 30-8-1860 overl. 28-10-1936 zijn leven en werken was gewijd aan recht en waarheid belichaamd in het socialisme".

## Waardering
Het grafmonument werd in 1997 in het Monumentenregister opgenomen vanwege onder andere de "cultuurhistorische waarde als bijzondere uitdrukking van een culturele, sociale, geestelijke en typologische ontwikkeling."